# مرنگ
مرنگ (به انگلیسی: Meringue) محصولی است که از به‌هم زدن سفیدهٔ تخم مرغ و شکر درست می‌شود و برای تهیهٔ شیرینی و کیک، یا تزئین آن‌ها به کار می‌رود. ادعا شده‌است که مرنگ اولین بار در کشور سوئیس و در دهکده  مرینگن به وجود آمده‌است و نام مرنگ از نام شهر «مرینگن» گرفته شده‌است. کلمهٔ «مرنگ» اولین بار در سال ۱۷۰۶ در ترجمهٔ کتاب آشپز فرانسوی فرانسوا ماسیالوت در زبان انگلیسی  ظاهر شد. به ازای هر سفیدهٔ تخم مرغ ۴۰ گرم شکر و برای قوی‌ترین و ثابت‌ترین مرنگ، قبل از زدن، برای هر سفیده تخم‌مرغ ۱/۸ قاشق چای‌خوری کرم تارتار اضافه می‌شود. شکری که در مرنگ استفاده می‌شود برای شیرین کردن مرنگ نیست بلکه ماده‌ای است که برای کمک به ایجاد و پایداری ساختار کف استفاده می‌شود. شکر آب‌دوست است و باعث استخراج آب از سفیده تخم‌مرغ می‌شود. با این کار شبکه پروتئینی سبکتر می‌شود و به استحکام و کشش کف می‌رسد. سه نوع مرنگ فرانسوی، سوئیسی و ایتالیایی انواع مرنگ را تشکیل می‌دهند. اگرچه سفیدهٔ تخم‌مرغ به‌عنوان یک منبع کم‌چرب، و دارای پروتئین بالا ازنظر تغذیه باارزش است، اما درصدی از مردم به علت ایجاد حساسیت قادر به خوردن سفیده نیستند. مرنگ یک ساختار پایدار نیست و در صورت نگهداری صحیح از ماندگاری کوتاه حدود دو هفته برخوردار است.

## تاریخچه
ادعا شده‌است که مرنگ اولین بار در کشور سوئیس و در دهکده  مرینگن به وجود آمده‌است و نام مرنگ از نام این شهر گرفته شده‌است. این نظر مورد اعتراض فرهنگ انگلیسی آکسفورد است که بیان می‌کند مرنگ یک کلمه فرانسوی با ریشهٔ ناشناخته است. نام «مرنگ» برای این شیرینی برای اولین بار در کتاب آشپزی فرانسوا ماسیالوت در سال ۱۶۹۲ به چاپ رسید. کلمهٔ «مرنگ» اولین بار در سال ۱۷۰۶ در ترجمهٔ کتاب ماسیالوت در زبان انگلیسی  ظاهر شد. در دو نسخه از نسخه‌های دست‌نویس انگلیسی در اوایل قرن هفدهم دستورالعمل‌هایی برای نوعی شیرینی مشابه با مرنگ وجود دارد، اگرچه در کتاب دستورالعمل‌هایی که توسط خانم النور فتیپلیس (حدود ۱۵۷۰ - حدود ۱۶۴۷) از ناحیهٔ گلاسترشر در سال ۱۶۰۴ نوشته شده، مرنگ، «نان سفید بیسکیت» نامگذاری شده و حیوان اهلی نامی است که در دست نوشته‌های جمع‌آوری شده توسط لیدی راشل فن (۱۶۱۲ / ۱۳–۱۶۸۰) از نول هاوس، ناحیهٔ کنت انگلستان به مرنگ داده شده‌است. هنوز هم در منطقه لوآره در فرانسه به مرنگی که به آرامی پخته می‌شود به دلیل سبک بودن و بافت پر مانند «حیوان اهلی» pets گفته می‌شود.
در گذشته از دو قاشق بزرگ برای شکل‌دهی مرنگ استفاده می‌شد، اما بعدها سرآشپز معروف فرانسوی به نام ماری آنتوان کارم از ماسوره و قیف قنادی برای شکل‌دهی به آن استفاده کرد و این روش مرسوم شد.

## تعریف
محصولی است که از به‌هم زدن سفیدهٔ تخم مرغ و شکر حاصل شده و برای تهیهٔ شیرینی و کیک، یا تزئین آن‌ها به کار برده می‌شود.

## اصول تهیه

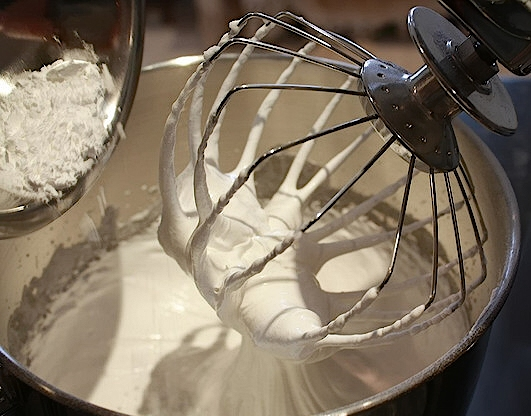
تهیهٔ مرنگ

مرنگ بهتر است در یک روز خشک و غیر بارانی درست شود. در روزهای مرطوب یا بارانی، مواد ممکن است رطوبت هوا را جذب کنند و شل یا چسبناک شوند.
ظروف و هم‌زنی که در تهیه مرنگ برای سفیده استفاده می‌شود، باید کاملاً شسته شده و خشک باشند. بهتر است از ظرف‌های پلاستیکی استفاده نشود؛ زیرا این ظروف حتی اگر شسته شوند، تمایل به جذب و نگهداری چربی دارند. اطمینان حاصل کنید که هیچ زرده‌تخم‌مرغ یا پوسته‌ای در این مخلوط وجود ندارد. حتی یک قطره کوچک از زرده که با سفیده مخلوط شده باشد، مانع جذب هوا در سفیده می‌شود.
هر چه تخم‌مرغ تازه‌تر باشد، مرنگ بافت پایدارتری پیدا می‌کند. اما تخم مرغی که تازه نیست زودتر و بیشتر کف می‌کند. مرنگ‌هایی که از تخم‌های قدیمی تهیه می‌شوند پایداری کمتری دارند اما حجم مرنگی که از زدن تخم‌های قدیمی حاصل می‌شود بیشتر است. زرده و سفیده تخم‌مرغ سرد را می‌توان راحت‌تر از تخم مرغی که دمای آن برابر با دمای اتاق است جدا کرد. بنابر این تخم مرغ در هنگام شکسته شدن باید سرد باشد. سپس بهتر است سفیده‌ها قبل از زدن ۳۰ دقیقه در دمای اتاق بمانند تا مرنگ ایجاد شده دارای خاصیت قله‌ای شدن پیدا کند.
در ازای هر سفیدهٔ تخم مرغ ۴۰ گرم شکر و برای عطر از چند قطره اسانس وانیل یا اسانس لیموترش استفاده می‌شود. برای قوی‌ترین و ثابت‌ترین مرنگ، قبل از زدن، برای هر سفیده تخم‌مرغ ۱/۸ قاشق چای‌خوری کرم تارتار اضافه می‌شود که خاصیت اسیدی دارد و کف سفیده تخم‌مرغ را تثبیت می‌کند. به جای آن می‌توان، از ۱/۲ قاشق چای‌خوری آب لیموترش برای هر سفیده تخم‌مرغ استفاده کرد. لیموترش باعث دوام کف و درخشندگی مرنگ خواهد شد. همچنین زدن سفیده در کاسه ای با روکش مس نیز همان اثر را ایجاد می‌کند.
شکر در چندین مرحله و با توجه به میزان کف کردن به سفیده اضافه می‌شود. چنانچه تمامی شکر در اوایل بهم زدن اضافه شود مرنگ خوب پف نمی‌کند. در حین زدن سفیده، نباید در افزودن شکر عجله کرد؛ شکر هرچه کندتر اضافه شود، بهتر در سفیده حل می‌شود. کندی در ریختن شکر کمک می‌کند تا یک بافت صاف و ابریشمی به دست آید. بهم زدن بیش از حد سفیده باعث تجزیه بیش از حد پروتئین سفیده و آب انداختن مرنگ خواهد شد.
مرنگی که مانند بیسکویت مصرف می‌شود، برای مدت طولانی و در گرمای بسیار کم پخته می‌شود.

## انواع

### مرنگ ایتالیایی

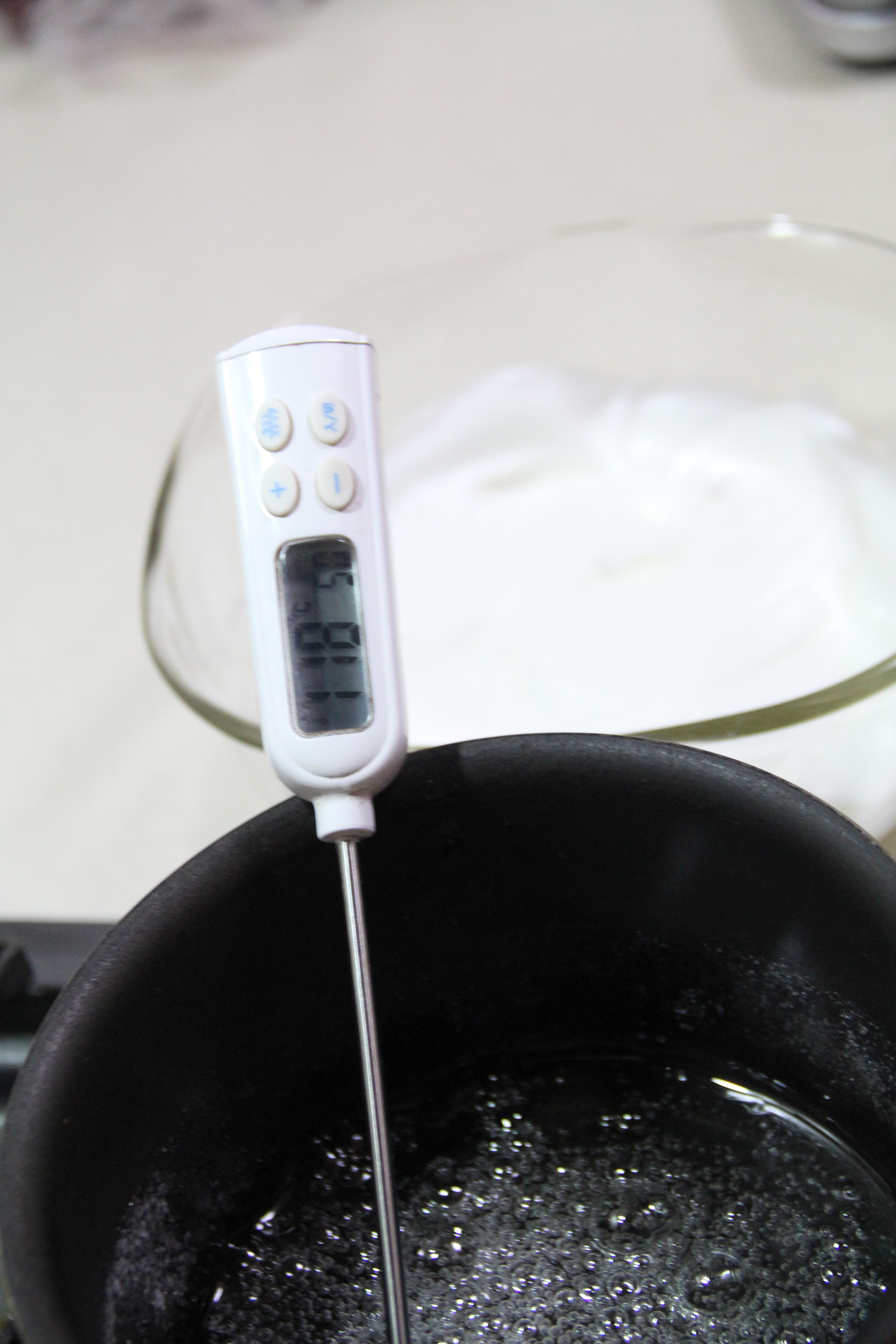
در مرنگ ایتالیایی، شکر با آب بر روی حرارت قرار گرفته به صورت شربت درآمده سپس با سفیدهٔ تخم مرغ سفت شده مخلوط می‌شود.

مرنگ ایتالیایی: سفیده ابتدا با مقدار کمی شکر زده می‌شود تا تقریباً سفت شود. مقدار بیشتری شکر با آب مخلوط و تا ۱۱۷ درجه سانتیگراد داغ می‌شود تا تبدیل به شربت شود. این شربت به تدریج با سفیده سفت شده مخلوط می‌شود. به هم زدن مخلوط معمولاً تا زمانی که حرارت شربت از بین برود، ادامه دارد. در این روش نسبت مواد برای مثال به این صورت است: سفیده ۳۰۰ گرم، شکر داخل سفیده ۸۰ گرم، شکر شربت ۳۳۰ گرم و آب ۱۱۰ گرم.

### مرنگ فرانسوی
مرنگ عادی، یا مرنگ فرانسوی: سفیده تخم‌مرغ پس از افزودن مقدار کمی شکر، به هم زده می‌شود و هنگامی که سفیده کف کرد، کم‌کم شکر اضافه می‌شود تا کاملاً سفت شود. در پخت آن، برخلاف دو نوع دیگر مرنگ، حرارت به کار برده نمی‌شود و به همین علت به آن مرنگ سرد نیز گفته می‌شود.

### مرنگ سوئیسی
مرنگ سوئیسی: یا مرنگ داغ این مرنگ با روش طبخ بن-ماری تهیه می‌شود. سفیده به همراه شکر در داخل یک ظرف نسوز ریخته می‌شود و این ظرف در داخل ظرف دیگری از حاوی آب گرم است قرار داده می‌شود. سفیده و شکر بر روی شعلهٔ کم به هم زده می‌شود تا سفت شود. در این روش وزن شکر دو برابر سفیده است.

### مرنگ وگان
مرنگ‌های وگان یا گیاهی از کشف‌های جدید آشپزی هستند که در آنها به جای سفیده تخم مرغ از آکوافابا استفاده می‌شود. آکوافابا، از دو واژه لاتین aqua (آب) و faba (لوبیا) تشکیل شده است و به مایع چسبناکی گفته می‌شود که لوبیا، نخود و سایر حبوبات در آن پخته و نگهداری می‌شوند. خواص کف کردن آکوافابا آن را به جایگزینی عالی برای سفیده تخم مرغ در مرنگ تبدیل می‌کند. برای تهیه مرنگ گیاهی در یک کاسه تمیز و بزرگ، مایع یک قوطی نخود (آکوافابا) صاف می‌شود. مایع باید در دمای اتاق باشد. مایع دقیقاً ۵ دقیقه با همزن برقی با سرعت بالا هم زده می‌شود تا تبدیل به فوم سفید غلیظی شود. ۵ دقیقه دیگر با سرعت کامل هم زده و هر بار شکر ۲ قاشق غذاخوری اضافه می‌شود. وقتی شکر کاملاً اضافه شد، ۲ دقیقه دیگر هم زده و کار تمام می‌شود. در نهایت باید قله‌های بسیار سفتی به وجود آمده باشد.

## از نگاه شیمی

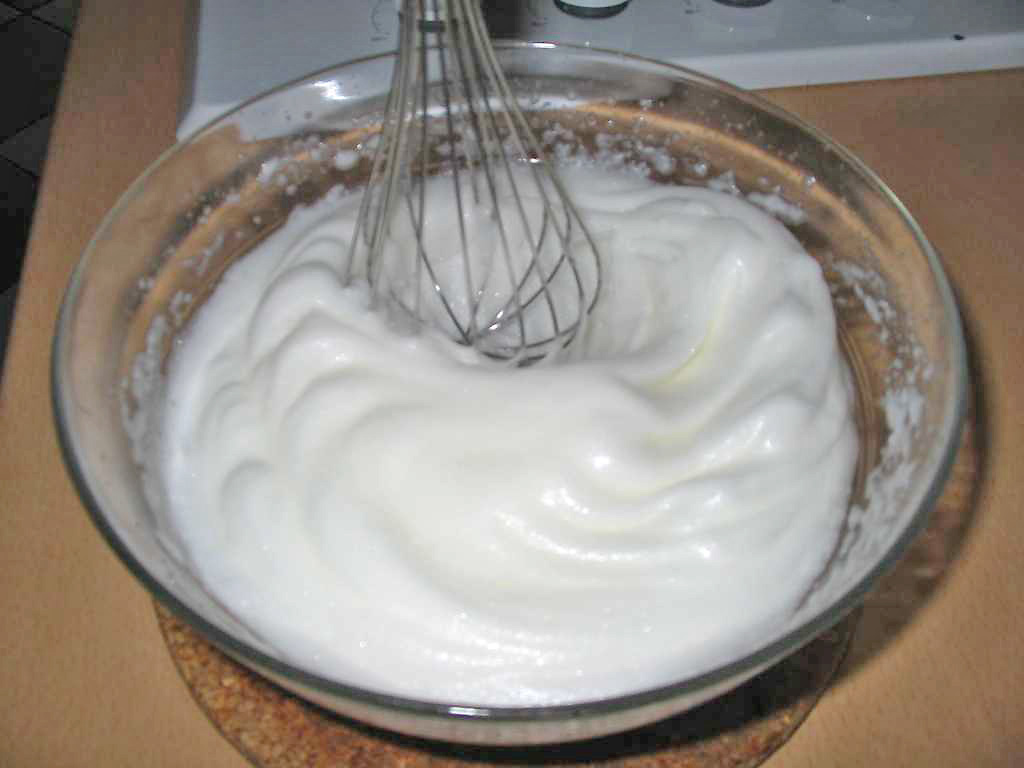
سفیده زده شده

سه ماده اصلی در دستور تهیه مرنگ؛ یعنی سفیده تخم‌مرغ، شکر و کرم تارتار (یا پتاسیم بی‌تارترات) برای ایجاد ساختار کف با یکدیگر برهمکنش می‌کنند. پایداری ساختار کف از پروتئین‌ها و زنجیره‌های اسید آمینه تشکیل شده‌است. سفیده تخم‌مرغ پروتئین‌های لازم را که کف مرنگ را تشکیل می‌دهد تأمین می‌کند. پروتئین‌ها در ابتدا به صورت یک توپ درهم قرار گرفته‌اند اما باید به حالت رشته مانند درآیند که خارج شدن از این حالت به عنوان «دناتوراسیون» یاد می‌شود.
اجزای پروتئین در سفیده تخم‌مرغ به این شرح است: (۵۴٪) اوآلبومین، (۱۳٪) کونالبومین / اوووترانسفرین، (۱۱٪) اووموکوئید، (۴٪) اووگلوبولین‌ها، (۳٫۵٪) لیزوزیم، و (۲٪) اووموسین. اووگلوبولین‌ها موجب ایجاد کف می‌شوند، اووموسین عامل اصلی تثبیت کننده است و باقیمانده پروتئین‌ها برای ایجاد کف و پایداری کلی با یکدیگر برهمکنش دارند. هنگامی که سفیده تخم‌مرغ زده می‌شود، برخی از پیوندهای هیدروژنی موجود در پروتئین‌ها شکسته و باعث دناتوره شدن و تجمع پروتئین‌ها می‌شود. پروتئین را می‌توان از طریق دو روش فرایند فیزیکی یا شیمیایی دناتوره کرد. هنگام تشکیل مرنگ، سفیده تخم‌مرغ زده می‌شود تا زمانی که پروتئین‌ها دناتوره شوند که این یک روند فیزیکی است. همچنین با زدن سفیده‌ها، هوا در ساختار پروتئین گنجانده می‌شود و یک رابط مخلوط پروتئین هوا-آب ایجاد می‌کند. برخورد حاصل از زدن تخم مرغ‌ها موجب گرم شدن فرایند می‌شود که باعث افزایش خاصیت ارتجاعی یا کشسانی پروتئین‌ها می‌شود. همان‌طور که پروتئین‌ها در طی فرایند دناتوره شدن در حال کشش هستند، با کنار هم قرار گرفتن بسته می‌شوند و یک شبکه پروتئینی را تشکیل می‌دهند. سفیده بعد از فرایند دناتوراسیون شش تا هشت برابر اندازه اصلی خود حجیم می‌شود. اگر پروتئین‌ها برای مدت طولانی زده شوند، خیلی کشیده می‌شوند و برای کمک از ساختار کف، ضعیف می‌شوند.
شکر فقط برای شیرین کردن مرنگ نیست. شکر که از نظر علمی ساکارز نامیده می‌شود، تمایل طبیعی به جذب آب دارد. واژه علمی برای این خاصیت نم‌بینی است. در مرنگ، شکر کمک می‌کند تا مولکول‌های آب از پروتئین‌های سفیده تخم‌مرغ دور شوند و به آنها کمک می‌کند حتی بهتر به هم بچسبند. همچنین در حین پخت به نگه داشتن مقداری آب کمک می‌کند، به طوری که مرنگ به اندازه کافی نرم و قابل خوردن می‌ماند. شکر باید به آرامی به سفیده افزوده گردد. اگر یک باره به آن اضافه شود، به‌طور مساوی توزیع نمی‌شود و موجب می‌شود شبکه پروتئین به دلیل وزن قند در یک منطقه از مرنگ از بین برود.
کرم تارتار، قبل از فرایند دناتوراسیون به سفیده اضافه می‌شود. کرم تارتار اسیدی است که برای کمک به تثبیت و انعقاد پروتئین‌ها استفاده می‌شود و به ایجاد شبکه پروتئینی قوی‌تری کمک می‌کند تا بتواند هوا را برای تشکیل فوم به دام بیندازد. کرم تارتار دارای pH کم برای کمک به پروتئین‌ها در نزدیکی نقطه ایزوالکتریک است تا اجازه دهد آنها راحت‌تر دناتوره شوند. نقطه ایزوالکتریک، یک pH خاص است که در آن یک مولکول، در این مورد پروتئین، هیچ بار الکتریکی خالصی ندارد. بار الکتریکی پروتئین به‌طور معمول پروتئین را در توده پیچ خورده خود نگه می‌دارد.
کرم تارتار همچنین به عنوان یک کاتالیزور مؤثر بر ساختار قند عمل می‌کند. ساکاروز یک ساکارید است که از گلوکز و فروکتوز تشکیل شده‌است. کرم تارتار در طی فرایند پخت قند را وارونه می‌کند، به این معنی که مولکول به دو قسمت حاوی گلوکز و فروکتوز تقسیم می‌شود که باعث می‌شود از متبلور شدن مجدد شکر و ایجاد بافتی نامطبوع و ناخوشایند در مرنگ جلوگیری کند.
بعد از اینکه یک شبکه پروتئینی محکم کف کامل ایجاد کرد، مرنگ آماده پخت است. افزودن گرما به مخلوط، آخرین مرحله برای تقویت ساختار کف است. مرنگ باید مدت زمان طولانی در دمای پایین پخته شود. این زمان به پروتئین‌ها اجازه می‌دهد تا انعقاد را به پایان برسانند و به‌طور مساوی در کل سطح مرنگ تقویت شوند. اگر پروتئین‌ها به‌طور مساوی پخته نشوند، ته مرنگ قادر به تحمل وزن ساختاری نیست و باعث فروپاشی مرنگ می‌شود. گرما باعث می‌شود که حباب‌های هوا گسترده شوند و ساختار هوایی بیشتری ایجاد شود. آب موجود در ساختار تبخیر می‌شود و باعث می‌شود مرنگ سبکتر و ساختار محکم‌تری پیدا کند. مهم نیست که تمام آب موجود در مرنگ تبخیر شود، زیرا مقداری آب برای نگه داشتن کف در کنار هم لازم است.

## ماندگاری

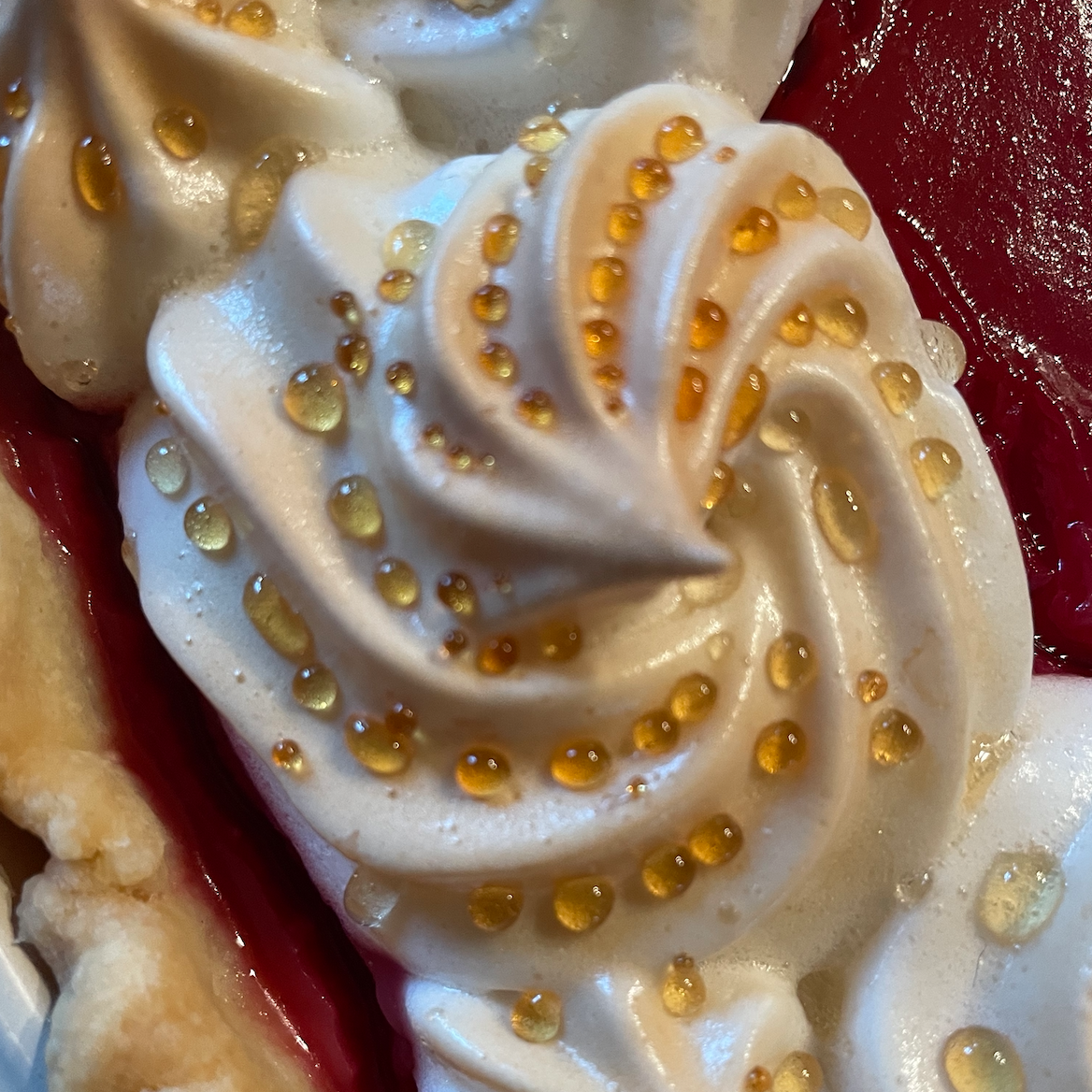
هنگامی که مرنگ بیش از حد پخته شود، نیم پز شود، در یخچال نگهداری شود یا در یک روز مرطوب تهیه شود، دانه‌های مایع طلایی روی مرنگ ایجاد می‌شود. به این حالت «گریه کردن مرنگ» می‌گویند.

مرنگ یک ساختار پایدار نیست و در صورت نگهداری صحیح، از ماندگاری کوتاه حدود دو هفته برخوردار است. مرنگ یک مادهٔ غذایی است که دارای خاصیت نم‌بینی است، به این معنی که آب را از هوا جذب می‌کند. غلظت زیاد شکر موجود در مرنگ رطوبت هوا را جذب می‌کند و باعث نرم شدن مرنگ می‌شود. هرچه آب بیشتری جذب شود، مرنگ سنگین تر می‌شود و سرانجام مرنگ به علت سنگینی قدرت نگهداری از ساختار خود را از دست می‌دهد و شروع به ریزش می‌کند. مرنگ به قدری در جذب آب حساس است که یک روز بارانی ممکن است ساختار تشکیل کف را در آن مختل کند و ساخت مرنگ را غیرممکن سازد.
نگهداری مرنگ در یک ظرف ضد هوا از تأثیر رطوبت بر شکر درون آن جلوگیری می‌کند. همچنین توصیه می‌شود مرنگ در یک مکان خنک نگهداری شود. اگر مرنگ در این شرایط ذخیره شود، ماندگاری آن حدود دو هفته خواهد بود. برای افزایش ماندگاری تا حدود سه ماه، می‌توان مرنگ را در فریزر نگهداری کرد. دمای سردتر در فریزر، جذب رطوبت را کاهش می‌دهد.

## ارزش غذایی
اجزای اصلی غذایی مرنگ، پروتئین سفیده تخم‌مرغ و کربوهیدرات‌های ساده شکر هستند. به دلیل شکر، مرنگ یک ماده غذایی کم‌کالری محسوب نمی‌شود. ماده اصلی مرنگ را سفیده تخم‌مرغ تشکیل می‌دهد که از نظر وزنی حدود دو سوم تخم مرغ را شامل می‌شود. حدود ۹۰٪ از این مقدار را آب تشکیل می‌دهد و مابقی آن پروتئین، مواد معدنی کمیاب، مواد چرب، ویتامینها و گلوکز است. یک تخم مرغ بزرگ خام حاوی حدود ۳۳ گرم سفیده تخم‌مرغ با ۳٫۶ گرم پروتئین، ۰٫۲۴ گرم کربوهیدرات و ۵۵ میلی‌گرم سدیم است. سفیده تخم‌مرغ فاقد کلسترول است و حدود ۱۷ کالری انرژی دارد. سفیده تخم مرغ یک محلول قلیایی است و حاوی حدود ۱۴۸ نوع پروتئین است. در جدول زیر پروتئین‌های اصلی موجود در سفیده تخم‌ها بر حسب درصد و عملکرد طبیعی آنها لیست شده‌است.
| اوآلبومین | کونالبومین | اووموکوئید | اووگلوبولین G2 | اووگلوبولین G3 | اووموسین | لیزوزیم |
| --------- | ---------- | ---------- | -------------- | -------------- | -------- | ------- |
| ۵۴٪       | ۱۲٪        | ۱۱٪        | ۴٪             | ۴٪             | ۳٫۵٪     | ۳٫۴٪    |

### مسائل مربوط به سلامت
اگرچه سفیدهٔ تخم‌مرغ به‌عنوان یک منبع کم‌چرب، و دارای پروتئین بالا ازنظر تغذیه باارزش است، درصدی از مردم قادر به خوردن آن نیستند. تخم‌مرغ یکی از شایع‌ترین علل ایجاد حساسیت غذایی است. تخم‌مرغ از پروتئین‌های مختلفی ساخته شده‌است، که برخی از آنها حساسیت‌زا هستند. اکثر افرادِ مبتلا به حساسیت به تخم‌مرغ، به پروتئین‌های موجود در سفیدهٔ تخم‌مرغ واکنش نشان می‌دهند و برخی نیز به زرده حساسیت دارند.

## کف کردن

نمایش بصری دناتوراسیون پروتئین. یک پروتئین کروی در معرض گرما باز می‌شود.

کف نوعی سامانه کلوئیدی است که در آن حباب‌های هوا در محیط پیوسته مایع یا جامد پراکنده شده‌است. هنگامی‌که بخشی از پروتئین موجود در سفیده، از هم باز می‌شود، تولید کف می‌کند. کف به دلیل تشکیل پوسته پایدار در اطراف هوایی که با سفیده مخلوط شده‌است، ایجاد می‌شود. تحقیقات نشان داده‌اند که بهترین کف، زمانی تولید می‌شود که تنها بخشی از پروتئین سفیده از هم باز شود. در صورت هم زدن بیش از اندازه سفیده تخم‌مرغ، به دلیل از هم باز کردن تمام مولکول‌های پروتئین، دیگر کفی تولید نمی‌کند. هنگامی که سفیده تخم‌مرغ تازه باشد، زمان و نیروی بیشتری لازم است تا به کف تبدیل شود. با این حال، کف ایجاد شده با حباب‌های کوچک، قوی و یکنواخت پایدارتر است. دمای سرد تخم مرغ همچنین به سفت و محکم نگه داشتن پروتئین‌ها کمک می‌کند. بنابر این توصیه می‌شود که از سفیده تازه و سرد برای مرنگ استفاده شود.

### مراحل کف کردن
هر مرحله از کف کردن سفیده تخم‌مرغ مورد استفاده خاصی دارد. برای به دست آوردن بهترین نتیجه، باید کف سفیده تخم‌مرغ در مرحله‌ای باشد که در دستورالعمل آمده‌است. «پیک» در انگلیسی به معنی «قله» است و به این دلیل این اصطلاح در قنادی کاربرد پیدا کرده که وقتی سفیده یا خامه زده می‌شود بعد از بیرون آوردن مفتول همزن یک شکلی شبیه قله کوه برفی تشکیل می‌شود.
بدون قله
سفیده حباب‌های نسبتاً بزرگی دارد و رنگ آن متمایل به زرد است. سفیده کف‌دار هنوز مایع است و ریختن آن از درون ظرف به بیرون آسان است. این ماده در مرنگ کاربردی ندارد بلکه برای شفاف‌سازی، یا پاک کردن آبگوشت‌هایی که برای سوپ و غذاهای مخصوص مصرف می‌شوند، به کار می‌رود.
قله‌ای نرم، سافت پیک
مرحله دوم زدن سفید تخم‌مرغ، حباب‌ها کوچکتر هستند و با ادامه زدن، رنگ آن سفید می‌شود. وقتی لیسک یا هم‌زن از آن خارج شود، نقاط قله مانند نرمی ایجاد می‌شود و سر قله‌ها به سمت پایین می‌چرخد. هنگام کج کردن ظرف، توده کف‌آلود به راحتی در کاسه حرکت خواهد کرد. مرنگ در این مرحله در کیک فرشته و دستورالعمل‌های مشابه استفاده می‌شود.
قله‌ای سخت، استیف پیک
مرحله سوم، باید مرحله نهایی تهیه مرنگ باشد. بافت سفیده زده شده ضخیم‌تر و محکم‌تر است و قله‌هایی ایجاد می‌کند که هنگام بلند کردن لیسک از سفیده شکل آن کاملاً به مانند قله‌ای نوک تیز حفظ می‌شود. سفیده، ظاهری براق و مرطوب دارد. اگر کاسه برگردانده شود و سفیده‌های زده شده در جای خود حفظ شوند، مرحله کامل شده‌است و ماده حاصل، برای مرنگ‌های سخت، کیک‌ها، سوفله‌ها و بستنی‌ها استفاده می‌شود.
قله‌ای بیش از حد زده شده و خشک
اگر سفیده بیش از حد طولانی زده شود، وارد مرحله بیش از حد زده شده می‌شود. قله‌های سفت و خشک تشکیل می‌شود. ظاهر مرطوب از بین رفته و با ظاهر خشک جایگزین شده‌است. این سفیده‌ها قوام ندارند و شکل خود را حفظ نمی‌کنند. در عوض، در مدت زمان کوتاهی مایعات شروع به رسوب می‌کنند و قوام مرنگ از بین می‌رود. بهترین راه پس از رسیدن به این مرحله، شروعی تازه، با سفیدهای تخم مرغ جدید و تجهیزات تمیز است.

## کاربرد در شیرینی‌پزی

### شیرینی و بیسکویت
| تصویر | نام       | توضیح |
| ----- | --------- | --- |
|       | بروتیبونی | یک نوع بیسکویت است که در شهر پراتو در مرکز ایتالیایی تهیه می‌شود و مواد اصلی آن را فندق یا بادام تشکیل می‌دهد. معنی تحت‌الفظی بروتّیبونی «زشت اما خوب» است. این نوع کلوچه ترکیبی از مرنگ با آجیل بو داده شده‌است. |
|       | داکواز    | یک شیرینی ساخته شده از لایه‌های مرنگ پخته شده که معمولاً با کرم کره پر می‌شود. |
|       | ماکارون   | یک شیرینی کلاسیک بر اساس مرنگ است که شبیه ساندویچی است که اساساً از چهار ماده، بادام آسیاب شده (یا خمیر بادام)، شکر، سفیده تخم‌مرغ و شکر تشکیل شده‌است.                                                         |
|       | سیلوانا   | نوعی کلوچه فیلیپینی است که از چندین لایه مرنگ که در لابه‌لای کرم کره قرار گرفته تشکیل می‌شود. |

### تزئین
مرنگ را می‌توان برای تزئین نیز استفاده کرد. می‌توان مرنگ را به شکل‌های گوناگون مانند قارچ و میوه‌های دیگر درآورد.
| تصویر | نام | توضیح                                         |
| ----- | --- | --------------------------------------------- |
|       |     | مرنگ به شکل قارچ که برای تزیین استفاده می‌شود. |

## ابزار
- همزن دستی، یک نوع اسباب آشپزی است که بدون برق کار می‌کند و برای به هم زدن مواد تشکیل‌دهنده، نرم کردن، یا وارد کردن هوا در یک مخلوط بکار می‌رود.
- همزن برقی، یکی از لوازم خانگی است که با استفاده از برق کار می‌کند و برای هم‌زدن شدید، مخلوط کردن یا یکنواخت‌کردن غلظت مواد مخلوط‌شده استفاده می‌شود. همزن برقی ممکن است دستی یا ایستاده باشند.
- ظروف پلاستیکی و شیشه ای برای درست کردن مرنگ مناسب هستند اما ظرف‌های مسی بهترین ظرف برای تهیه مرنگ هستند و باعث پایداری مرنگ و تجزیه نشدن آب مرنگ خواهند شد. زدن سفیده در ظرف‌های آلومینیومی و فلزی باعث وارد شدن مواد ظرف، در سفیده و کدر شدن رنگ مرنگ خواهد شد.[۵۸]